# Vila Franca do Rosário
Vila Franca do Rosário is een plaats (freguesia) in de Portugese gemeente Mafra en telt 888 inwoners (2001).